# Château de la Freudière
 (mars 2015).
Le château de la Freudière est un château situé à La Chevrolière, en France.

## Localisation
Le château est situé sur la commune de La Chevrolière, dans le département de la Loire-Atlantique.

## Historique
Julien Pépin de Belle-Isle, chef d'escadre des armées navales et chevalier de l'ordre royal et militaire de Saint-Louis, achète en 1751 le domaine de La Freudière à Renée de La Grue, veuve du baron René de Kermoisan de Trésiguidy. En 1765, il fait construire une « maison de campagne » à l'emplacement de l'ancien manoir. Les plans en sont alors établis par l'architecte parisien Pierre Contant d'Ivry. Ce château est totalement incendié en 1794, au cours des guerres de Vendée. C'est vraisemblablement au début du XIXe siècle que Jean-Baptiste Pépin de Belle-Isle, fils du précédent, entreprend sa reconstruction, dont il confie la direction à l'architecte nantais Chagneau. L'édifice sera à nouveau restauré, mais de façon mineure, en 1872-1874 par l'architecte Lenoir.
Le monument est inscrit au titre des monuments historiques en 1990.